# Makinsk
Makinsk (kaz. i ros.: Макинск) – miasto w północnym Kazachstanie, w obwodzie akmolskim, siedziba administracyjna rejonu Bułandy. W 2019 roku liczyło ok. 18 tys. mieszkańców. Ośrodek przemysłu metalowego.
Miejscowość została założona pod koniec lat 20. XX wieku, a prawa miejskie otrzymała w 1945 roku.